# Jörg Linsenmaier
Jörg Linsenmaier (* 21. April 1964; † 19. Oktober 2020) war ein deutscher Fußballspieler. 

## Sportlicher Werdegang
Linsenmaier entstammt der Jugend des Freiburger FC, bei dem sein Vater Hans Linsenmaier ab 1981 Leiter der Lizenzspielerabteilung und in der Spielzeit 1981/82 nach der Entlassung von Horst Heese kurzzeitig Interimstrainer war. Unter Trainer Siegfried Melzig, der im März 1982 übernommen hatte, kam der „Junior“ am drittletzten Spieltag gegen den KSV Hessen Kassel zu einem Einsatz in der 2. Bundesliga für die Freiburger, als diese bereits als Absteiger in die Oberliga Baden-Württemberg feststanden. In der dritthöchsten Spielklasse übernahm der Vater das Traineramt, der Sohn kam im Saisonverlauf zu 30 Spieleinsätzen. Nach dem 30. Spieltag noch mit einem Punkt Vorsprung auf den nächsten Verfolger SSV Ulm 1846 an der Tabellenspitze thronend, holte der Klub aus den letzten sechs Saisonspielen nur noch beim knappen 1:0-Erfolg über Schlusslicht SSV Reutlingen einen Sieg und hatte am Saisonende zehn Punkte Rückstand auf die „Spatzen“. 
Im Sommer 1983 kam es beim Freiburger FC zu einem größeren Umbruch, um angesichts des Schuldenstands die Kosten für die Mannschaft zu kürzen. Auch Linsenmaier verließ den Klub und wechselte zum südbadischen Ligakonkurrenten Offenburger FV, der Vizemeister hinter den Ulmern geworden war. An der Seite von Spielern wie Uli Bruder, Ralf Todzi, Jürgen Hartmann und Wilfried Trenkel wiederholte er mit dem Klub in der Spielzeit 1983/84 die Vizemeisterschaft, ohne sein Mitwirken im Endspiel gewann die Mannschaft mit einem 4:1-Erfolg gegen den SC Eintracht Hamm die Deutsche Amateurmeisterschaft 1984. Nach einem vierten Platz in der folgenden Spielzeit blieb er noch bis 1986 beim Klub, für den er in drei Jahren 70 Spiele in der dritthöchsten Spielklasse bestritten hat.
Beruflich zog Linsenmaier später nach Essen, wo er für den später in der SGS Essen aufgegangenen VfR Borbeck spielte. Nach dem Karriereende spielte er für die Alten Herren der SGS.